# Voormalige kathedraal van Die

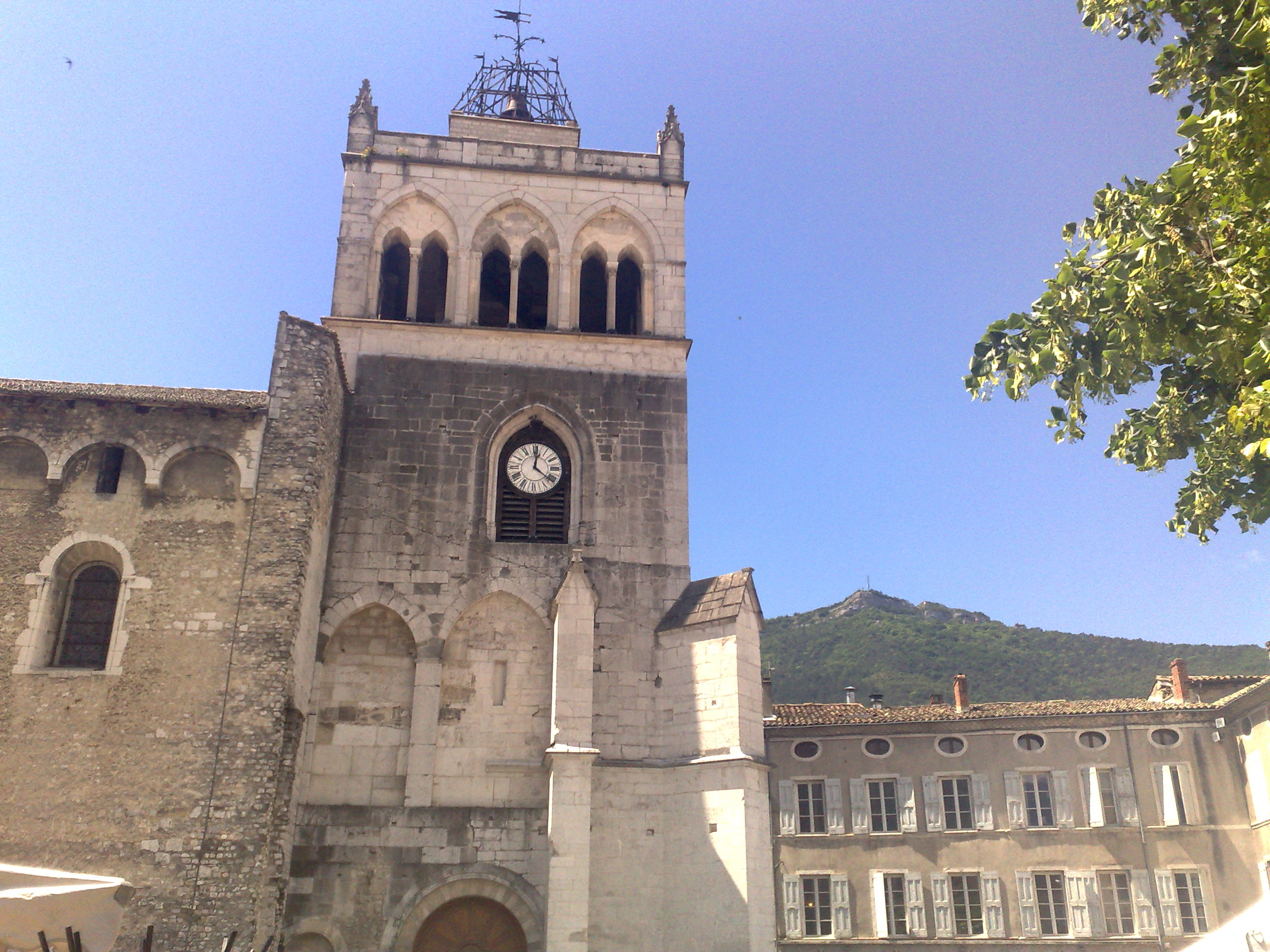
Voormalige kathedraal van Die (Frankrijk)

De voormalige Onze-Lieve-Vrouwekathedraal, thans Onze-Lieve-Vrouwekerk (12e eeuw; huidige versie 17e eeuw) was de bisschopszetel van het bisdom Die. De stad Die bevindt zich in het departement Drôme, aan de rivier Drôme, in Frankrijk.
Het bisdom Die bestond van de 4e eeuw (West-Romeinse Rijk) tot 1275 (koninkrijk Bourgondië). Het grondgebied kwam overeen met de streek Diois. Zo is bekend dat bisschop Nicaise van Die aanwezig was op het Concilie van Nicea in 325; hij was de enige bisschop van Gallië op dit concilie. Van 1275 was het bisdom toegevoegd aan het bisdom Valence tot het jaar 1678 (koninkrijk Frankrijk). Van 1678 tot de Franse Revolutie was het bisdom Die terug een entiteit. Tijdens het ancien régime droegen bisschoppen van Die de titel van graaf-bisschop. Dit was een eretitel en verwees naar grondgebied dat bisschoppen van Die in de middeleeuwen bestuurden (voor 1275).
Met de Franse Revolutie werd het bisdom afgeschaft. 

## Historiek
In de 12e eeuw werd het kerkgebouw opgericht in romaanse stijl. Het bisdom Die bestond toen al acht eeuwen. De kathedraal is gekenmerkt door een klokkentoren gebouwd als burchttoren. 
Tijdens de Godsdienstoorlogen in de 16e eeuw werd de kerk zwaar beschadigd. De kerk heeft sinds die tijd geen kerkschatten meer.
Onder impuls van Daniel de Cosnac, de laatste bisschop van Valence & Die als verenigd bisdom, werd de kathedraal heropgebouwd, net zoals de kathedraal van Valence. Cosnac had fondsen bekomen voor de wederopbouw van Lodewijk XIV, koning van Frankrijk (17e eeuw). Het bisdom Die werd heropgericht als aparte entiteit van Valence. De klokkentoren van de kathedraal is lager dan dat zij tevoren was. Na de Franse Revolutie, met de afschaffing van het bisdom Die, werd kathedraal een parochiekerk. In 1840 werd de kerk erkend als monument historique van Frankrijk.